# Asllan Selmani
Asllan Selmani (* 10. Juni 1945 in Lojane, Kumanovo, SR Mazedonien, Jugoslawien; † 3. Oktober 2011) war ein ethnisch-albanischer mazedonischer Wissenschaftler, Autor und Politiker.

## Ausbildung und wissenschaftliche Tätigkeit
Asllan Selmani besuchte die Grundschule in Miratovac (Gemeinde Preševo) und danach das Gymnasium Zef Lush Marku in Skopje. An der Naturwissenschaftlich-mathematischen Fakultät der Universität Skopje studierte er Geographie und arbeitete nach dem Abschluss seines Studiums als Gymnasiallehrer für Geographie in Kumanovo und Skopje.
Nach einem Postdiplomstudium an der Abteilung für Geographie der Naturwissenschaftlich-mathematischen Fakultät der Universität Zagreb verteidigte er dort im Jahre 1976 seine Magisterarbeit unter dem Titel Geographische Aspekte der gesellschaftlich-ökonomischen Strukturen in der Gemeinde Kumanovo. Im Jahre 1982 verteidigte er an der Geographischen Fakultät der Universität Skopje seine Doktorarbeit unter dem Titel Soziogeographische Prozesse und Probleme in der Gemeinde Debar, mit besonderer Berücksichtigung der Funktion des zentralen Ortes.
Ab 1979 lehrte Selmani an der Pädagogischen Akademie "Kliment Ohridski" in Skopje allgemeine Geographie, mathematische Geographie und Kartographie. Am Institut für Geographie der Naturwissenschaftlich-mathematischen Fakultät der Universität Skopje war er ab 1986 Dozent für das Fach Umweltschutz und ab 1995 außerordentlicher Professor für die Fächer Geoökologie und Grundlagen der Geographie. Seit dem Jahre 2000 war er dort ordentlicher Professor.

## Politische Karriere
Während der zwei Legislaturperioden von 1990 bis 1998 war er Abgeordneter der Partei für Demokratische Prosperität (einer Partei der albanischen Bevölkerungsgruppe) im mazedonischen Parlament. Der Höhepunkt seiner politischen Karriere war in den Jahren 1992 bis 1994 und 1996 bis 1998 das Ministeramt für Wissenschaft in Mazedonien. Er war Vorsitzender der im Jahr 2000 gegründeten Partei Aleanca Demokratike e Shqiptarëve (Demokratische Allianz der Albaner).

## Werke
1. Njeriu dhe biosfera, Sh.B. Flaka e Vëllazërimit, in Zusammenarbeit mit M. Murati, Skopje.
2. Doktrina na geografskiot materijalizam, Sh.B. NIO, Sh.B. Studentski zbor, in Zusammenarbeit mit A. Stojmilov, Skopje.
3. Degradacija na zhivotnata sredina vo Makedonija, Sh.B. Prosveta, Kumanovo.
4. Civilizaciite i geografijata, Sh.B. Prosveta, Kumanovo.
5. Probleme shkencore, Sh.B. UISH, in Zusammenarbeit mit Z. Neziri, Kumanovo.
6. Universi bogdaniean, Sh.B. Ekoritmi, Skopje.
7. Njeriu dhe hapësira gjeografike, Sh.B. Ekoritmi, Skopje.
8. Qytetërimet dhe gjeografia, Sh.B. Elnat, Kumanovo.
9. Likova dje, sot dhe nesër, Sh.B. Ekoritmi, Skopje.
10. Gjin Gazulli, jeta dhe vepra, Sh.B. Babilonia, Skopje.
11. Životna sredina niz dokumenti i zakonski normativi, Sh.B. Vavilon, Skopje.
12. Starite civilizacii i geografijata, Sh.B. Makedonska Riznica, Kumanovo.
13. Gjeografia e Maqedonisë antike, Sh.B. Makedonska riznica, Kumanovo.
14. Filozofski pravci vo geografskata nauka, Sh.B. Makedonska riznica, Kumanovo.
15. Popullsia e Maqedonisë, Sh.B. Logos-5, Sh.B. Sak-stil, Skopje.
16. Rajoni i Likovës. Studim natyroro-gjeografik, Sh.B. Logos-5, Sh.B. Sak-stil, Skopje.
17. Bibliografi, Sh.B. Logos-5, Sh.B. Sak-stil, Skopje.
18. Fushëgropa e Shkupit. Studim fiziko-gjeografik, Skopje.
19. Vendbanimet e Rajonit të Likovës, Sh.B. Logos-5, Skopje.